# Schirmitz
Schirmitz è un comune tedesco di 2 125 abitanti, situato nel land della Baviera.